# Multiclavula sinensis
Multiclavula sinensis är en lavart som beskrevs av R.H. Petersen & M. Zang 1986. Multiclavula sinensis ingår i släktet Multiclavula och familjen Clavulinaceae.   Inga underarter finns listade i Catalogue of Life.